# Mount San Antonio

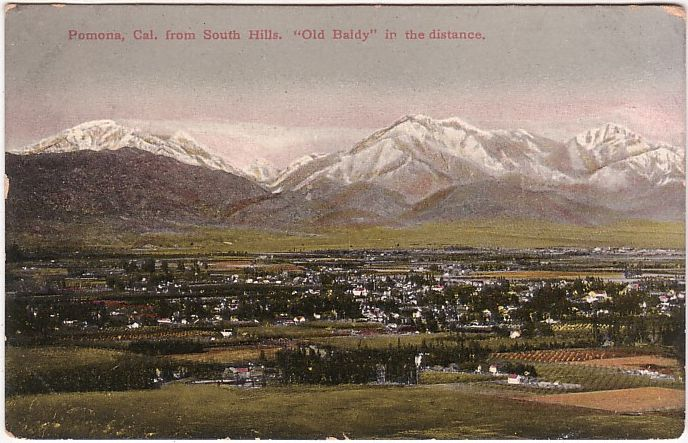
Mount San Antonio um das Jahr 1910

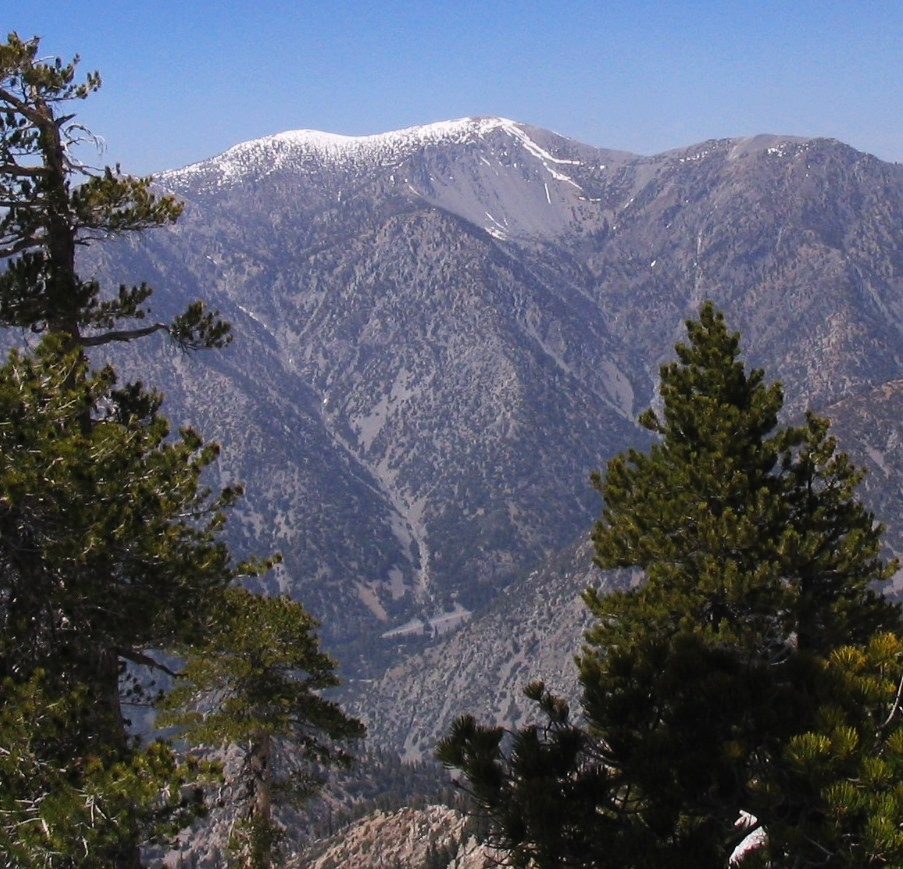
Der Gipfel aus südöstlicher Richtung, hier sieht man Baldy Bowl

Mount San Antonio, auch bekannt als Old Baldy oder Mount Baldy, ist mit einer Höhe von 3069 m der höchste Gipfel der San Gabriel Mountains und der höchste Punkt im Los Angeles County, Kalifornien. Der manchmal schneebedeckte Gipfel des Mount San Antonio ist an klaren Tagen auch in Los Angeles sichtbar und von der Stadt aus ein dominanter Blickfang.

## Geographie
Mount San Antonio hat zwei Gipfel. Der höhere der beiden hat eine Höhe von 3069 Metern. Der niedrigere, der West Baldy, erreicht 3044 Meter. In der Nähe sind der San Antonio Bach und die San Antonio Wasserfälle.

## Geschichte
Der Gipfel markiert die Grenzlinie zwischen den Landkreisen San Bernardino County und Los Angeles County und wird als Baldy bezeichnet, also als sogenannter „Glatzkopf“, da auf seinem Gipfel keine Bäume wachsen. Die Tongva nennen den Berg Yoát oder Joat, was so viel wie „Schnee“ bedeutet. Die Mohave nennen ihn Avii Kwatiinyam. Zwischen 1922 und 1927 führte der amerikanische Physiker Albert A. Michelson hier eine Reihe von Experimenten durch, bei denen ein Lichtstrahl auf einen Reflektor am Lookout Mount geworfen wurde, der zuvor ermittelte Abstand zwischen beiden Punkten ermöglichte eine sehr genaue Berechnung der Lichtgeschwindigkeit, welche demnach 299.796±4 km/s betrug. Am Mount San Antonio befindet sich entlang des Thunder Mountain (Gewitterberg) das im Familienbesitz befindliche Skigebiet Mount Baldy Ski Lifts, das nächstgelegene Skigebiet zu Los Angeles. Ganz in der Nähe liegt der Ort Mount Baldy Village, eine kleine Gemeinde mit eigener Feuerwehr, Kirche, Besucherzentrum und einer kleinen Schule mit 88 Schülern. Benannt ist der Berg nach Antonius von Padua.
Der englische Schauspieler Julian Sands wurde seit dem 13. Januar 2023 vermisst, nachdem er von einer Wanderung am Mount San Antonio nicht mehr zurückgekehrt war. Ende Juni 2023 wurde ein mehrere Tage zuvor gefundener Toter eindeutig als Julian Sands identifiziert.

## Wandern und Bergsteigen
Drei verschiedene Wanderpfade ermöglichen den Zugang zum Gipfel, deren bekanntester die Baldy Bowl Route von Südosten ist. Eine Route wird zudem an Sommerwochenenden von einem Lift „unterstützt“. Viele der Gebirgsausläufer ermöglichen auch Bergsteigen und Bouldern. Zudem gibt es mehrere „Abenteuerpfade“.
Für Bergsteiger bietet der Berg, insbesondere die Baldy Bowl Route, im Winter und Frühling eine besondere Herausforderung. Die 45° bis 50° steilen Hänge können nur bei guten Schneebedingungen erklommen werden.